# ナショナル・ボード・オブ・レビュー賞 アニメ映画賞
ナショナル・ボード・オブ・レビュー賞アニメ映画賞（ナショナル・ボード・オブ・レビューしょうアニメえいがしょう、National Board of Review Award for Best Animated Film）は、ナショナル・ボード・オブ・レビューが与える映画賞のひとつで、2000年より設置された。

## 受賞一覧

### 2000年代
| 年   | 作品                                   | 監督                                             |
| ---- | -------------------------------------- | ------------------------------------------------ |
| 2000 | 『チキンラン』                         | ピーター・ロード、ニック・パーク                 |
| 2001 | 『シュレック』                         | アンドリュー・アダムソン、ヴィッキー・ジェンソン |
| 2002 | 『千と千尋の神隠し』                   | 宮崎駿                                           |
| 2003 | 『ファインディング・ニモ』             | アンドリュー・スタントン                         |
| 2004 | 『Mr.インクレディブル』                | ブラッド・バード                                 |
| 2005 | 『ティム・バートンのコープスブライド』 | ティム・バートン、マイク・ジョンソン             |
| 2006 | 『カーズ』                             | ジョン・ラセター                                 |
| 2007 | 『レミーのおいしいレストラン』         | ブラッド・バード                                 |
| 2008 | 『ウォーリー』                         | アンドリュー・スタントン                         |
| 2009 | 『カールじいさんの空飛ぶ家』           | ジョン・ラセター、ピート・ドクター               |

### 2010年代
| 年   | 作品                              | 監督                                       |
| ---- | --------------------------------- | ------------------------------------------ |
| 2010 | 『トイ・ストーリー3』             | リー・アンクリッチ                         |
| 2011 | 『ランゴ』                        | ゴア・ヴァービンスキー                     |
| 2012 | 『シュガー・ラッシュ』            | リッチ・ムーア                             |
| 2013 | 『風立ちぬ』                      | 宮崎駿                                     |
| 2014 | 『ヒックとドラゴン2』             | ディーン・デュボア                         |
| 2015 | 『インサイド・ヘッド』            | ピート・ドクター                           |
| 2016 | 『KUBO/クボ 二本の弦の秘密』      | トラヴィス・ナイト                         |
| 2017 | 『リメンバー・ミー』              | リー・アンクリッチ、エイドリアン・モリーナ |
| 2018 | 『インクレディブル・ファミリー』  | ブラッド・バード                           |
| 2019 | 『ヒックとドラゴン 聖地への冒険』 | ディーン・デュボア                         |

### 2020年代
| 年   | 作品                            | 監督                                   |
| ---- | ------------------------------- | -------------------------------------- |
| 2020 | 『ソウルフル・ワールド』        | ピート・ドクター                       |
| 2021 | 『ミラベルと魔法だらけの家』    | バイロン・ハワード、ジャレド・ブッシュ |
| 2022 | 『マルセル 靴をはいた小さな貝』 | ディーン・フライシャー＝キャンプ       |